# サポニン

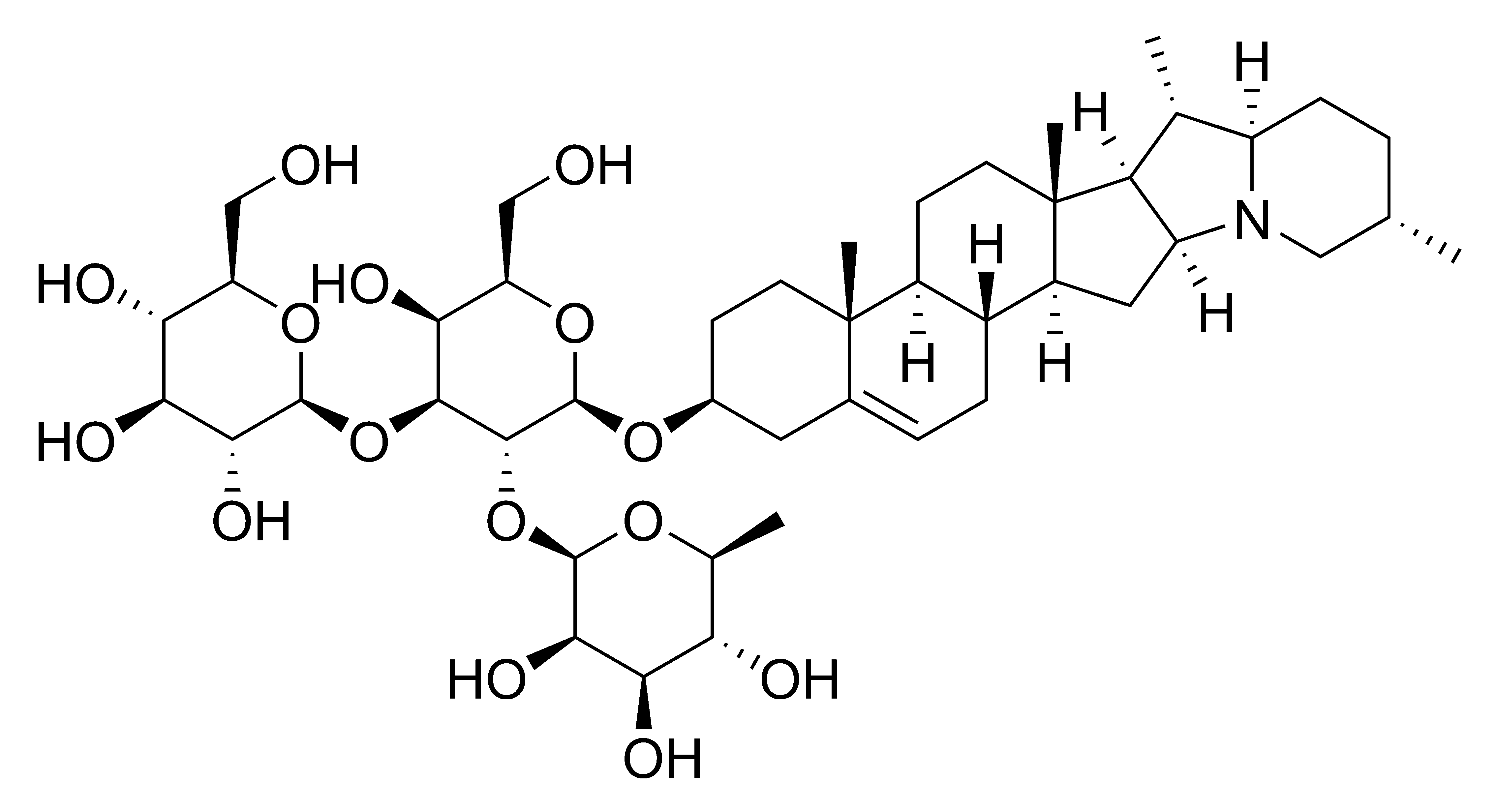
サポニンの一つ。ソラニン。

サポニン (saponin) は、サポゲニンと糖から構成される配糖体の総称である。サボンソウをはじめとするさまざまな植物で見られ、一部の棘皮動物（ヒトデ、ナマコ）の体内にも含まれる。白色の無定形粉末で、両親媒性を持つため、水に混ぜると溶解し、振り混ぜると石鹸のように泡が立つなどの界面活性作用を示し洗剤として利用された。

## 毒性
界面活性作用があるため、細胞膜を破壊する性質があり、血中に入った場合には赤血球を破壊（溶血作用）したり、水に溶かすと水生動物の鰓の表面を傷つけたりすることから、魚毒性を発揮するものもある。
サポニンは、ヒトの食物中で必要なコレステロールの吸収を阻害する。こうした生理活性を持つ物質の常で作用の強いものには、しばしば経口毒性があり、蕁麻疹や多形滲出性紅斑を起こす。
特に毒性の強いものは、サポトキシンと呼ばれる。構造の類似した物質でも、強心配糖体（ジギタリスのジギトキシン、ジゴキシンなど）や植物ステロール配糖体は、普通サポニンには含めない。
血液に対する溶血性を調べる実験においては、陽性対照として使用されることがある。

## 存在
サポニンが含まれる植物には次のようなものがある。
- サイカチ、ダイズ[2]、アズキ、ナタマメ、キバナオウギ（黄耆）
- ムクロジ、トチノキ、エゴノキ
- サボンソウ（サポナリア、ソープワート Saponaria officinalis）
- ウチワサボテン
- ジギタリス（ジギトニン）
- オリーブ
- オタネニンジン（朝鮮人参）など（ジンセノサイド）
- キキョウ
- セネガ
- カラスビシャク（半夏）
- ブドウ（果皮）
- ハスイモ
- ツバキ
- ドリアン (室の部分)
- トベラ

## 用途
サポニンを高濃度で含む植物は昔は石鹸代わりに洗濯などに用い（ムクロジ、サイカチの果実など）、現在でも国によってはシャンプーなどに用いている。魚毒性のあるもの（エゴノキの果皮など）は魚の捕獲に用いたといわれる。日本で昔からこの用途に使われたと伝承されているエゴノキの果皮を使った実験では、即効性の魚毒性は案外低く、即効的な麻痺効果のあるサンショウと比べて毒流し漁にはそれほど適さないとする実験報告もある。
またダイズ、茶種子、エンジュなどのサポニンが食品添加物（乳化剤）として用いられている。

### 医学的用途
漢方薬などの生薬には、サポニンを含むものが多い。特に界面活性作用を利用した去痰薬（キキョウ、ハンゲ、セネガなど）がよく知られるが、ほかに補気作用（ニンジン、オウギ、ナマコ）など、様々な薬理作用を示すものが知られている。
サポニンの一部には、血糖値上昇抑制活性を有するものがある。膵臓のβ細胞に障害を与えたアロキサン糖尿病モデル（1型糖尿病に相当）に対してタラノメ抽出物を投与したが改善効果は認められなかった。一方、ラットへのブドウ糖やショ糖の負荷投与に際して、血糖値上昇が7 - 8割も抑制された。このことから、タラノメは糖尿病の治療というよりも予防や悪化防止に効果があると考えられる。
タラノメのエラトシド（elatoside）類、トンブリのスコパリアノシド（scoparianoside）類とコチアノシド（kochianoside）類、サトウダイコンのベータブルガロシド（betavulgaroside）類、アカザ科植物のホウレンソウ（Spinaciaoleracea）やツルムラサキ（Basellarubra）のスピナコシド（spinacoside）類とバセラサポニン（basellasaponin）類、トチノキ種子のエスチン（escin）類、イソエスチン（isoescin）類、チャの葉や種子のテアサポニン（theasaponin）類、アッサムサポニン（assamsaponin）類、ツバキ種子のカメリアサポニン（camelliasaponin）類、ギムネマ葉のギムネモシド（gymnemoside）類、セネガ根のセネガサポニン（senegasaponin）類の構造の類似したサポニンに同様に血糖値上昇抑制活性が認められた。
これらのサポニンには、マルトースをグルコースに分解するα-グルコシダーゼの阻害活性は認められなかった。また、アロキサン糖尿病モデルには、いずれも無効であったため、末梢での糖代謝促進作用はなく、インスリン分泌の促進やインスリン様の作用もないことが判明し、小腸でのグルコースの吸収抑制によるものであった。
雄の2型糖尿病マウスに、大豆サポニンAグループと大豆サポニンBグループを別々に投与したところ、大豆サポニンBグループに血糖値上昇抑制作用は認められたが、大豆サポニンAグループにはその作用は認められなかった。